# Стожер
Стожер е село в Североизточна България. То се намира в община Добричка, област Добрич.

## История
През Османския период селото се нарича Баллъджа. След Освобождението селото се намира на пътя Варна-Добрич
На 21 март 1898 в селото се провежда първата земеделска конференция, която е предтеча на учредителния конгрес на БЗНС, състоял се на 28, 29 и 30 декември 1899 в Плевен. Това е първият сполучлив опит да се даде началото на ново съсловно движение, което да защитава интересите на бедните и средните селяни. В Стожер се събират селяни от Провадийска, Варненска, Добричка и Балчишка околия и слагат основите на земеделското организирано движение.
По време на Първата световна война селото е опожарено от румънски войски, а много от жителите му са избити. Антон Страшимиров описва Баллъджа като разположено в „гористо плато“ „село от 200 къщи с просторни ханища“, превърнато в „страшно пожарище“.
Селото е преименувано на Стожер през юни 1942 година.
През социалистическия период от 1945 до 1960 г. в толбухинското село функционира ТКЗС „Васил Коларов”.
През 1985 година Стожер има 1660 жители.

## Население
Преброяване на населението през 2011 г.
Численост и дял на етническите групи според преброяването на населението през 2011 г.:
|                     | Численост | Дял (в %) |
| Общо                | 1326      | 100,00    |
| Българи             | 723       | 54,52     |
| Турци               | 206       | 15,53     |
| Цигани              | 104       | 7,84      |
| Други               | 0         | 0,00      |
| Не се самоопределят | 0         | 0,00      |
| Неотговорили        | 204       | 15,38     |

## Религии
- Източно православие църква „Свети Иван Рилски

## Обществени институции
- Кметство
- Читалище
- Здравна служба
- Основно училище „Христо Ботев“
- ЦДГ

## Културни и природни забележителности
- Паметник на свободата
- храм „Св. Йоан Рилски Чудотворец“
- Паметник на създателите на земеделското движение в България

## Редовни събития
Празникът на селото е 2 юни.